# 普拉伊
普拉伊（義大利語：Pray），是意大利比耶拉省的一个市镇。总面积9平方公里，人口2396人，人口密度266.2人/平方公里（2009年）。ISTAT代码为096050。